# Гондурас (пісня)
«Гондурас» — невидана пісня гурту Скрябін, до 2015 важалася втраченою. Дана пісня має дві завершенні варіації та одне демо. В майбутньому ця пісня стала джерелом натхнення для пісні з такою ж назвою, але вже для виконавця Zлого Rепера Zеника (співочий псевдонім вокаліста гурту Скрябін Андрія Кузьменка).

## Історія
Андрій Кузьменко на прессконференції «Кузьма Скрябін про героїв спортивного року» 1 квітня 2010 року заявляв про початок роботи над новим альбомом «Гондурас», котрий мав складатися з не філосовських пісень що було непритаманно гурту. Як казав сам Кузьма він мав бути панковським, танцювальним альбом для дискотек.
Пізніше 11 жовтня відбувся концерт з цією піснею, який був викладений на платформу YouTube, місце де це відбулося невідоме. Потім того ж місяця 30 числа відбувся концерт у ТРЦ «Караван», котрий у свою чергу також був записаний і опублікований на платформу YouTube.
Студійний запис іншої версії 2011 року за словами в пості у ВК від користувача «Той самий Львівчик» ця пісня була переданна гуртом Скрябін Львівській Хвилі з проханням поставити у ефір коли прийде час. Також там було прикріпленно аудіофайл цієї пісні.
Також в 2015 на EX.UA було знайдено аудіофайл з демо та студійною версією першої пісні.